# Futurology
Futurology é o décimo terceiro álbum de estúdio da banda galesa de rock Manic Street Preachers, lançado pela Columbia Records em julho de 2014. Gravado juntamente com o anterior Rewind the Film, foi lançado praticamente um ano depois suas gravações e como um projeto de evidente contraste do anterior.
Voltando-se a um som elétrico, com influências que vão do rock alternativo, post-punk, krautrock e dance-rock, a obra dá continuidade a uma série de parcerias que a banda fez com outros músicos. Participam neste projeto Green Gartside, Nina Hoss, Georgia Ruth, Cian Ciaran e Cate Le Bon.
A obra, assim como todos os discos do Manic Street Preachers lançados desde 2007, recebeu críticas em maior parte favoráveis. Foi o disco da banda com o melhor desempenho comercial nas paradas britânicas desde Send Away the Tigers (2007). Com este disco, a banda fez shows também comemorando os vinte anos do álbum The Holy Bible (1994).

## Faixas
Todas as letras escritas por Nicky Wire, todas as músicas compostas por James Dean Bradfield e Sean Moore.
| N.º            | Título                                                 | Duração |  |
| 1.             | "Futurology"                                           | 3:05    |  |
| 2.             | "Walk Me to the Bridge"                                | 3:14    |  |
| 3.             | "Let's Go to War"                                      | 2:58    |  |
| 4.             | "The Next Jet to Leave Moscow" (part. Cian Ciaran)     | 3:23    |  |
| 5.             | "Europa Geht Durch Mich" (part. Nina Hoss)             | 3:24    |  |
| 6.             | "Divine Youth" (part. Georgia Ruth)                    | 3:22    |  |
| 7.             | "Sex, Power, Love and Money"                           | 3:13    |  |
| 8.             | "Dreaming a City (Hughesovka)"                         | 4:39    |  |
| 9.             | "Black Square"                                         | 4:07    |  |
| 10.            | "Between the Clock and the Bed" (part. Green Gartside) | 3:35    |  |
| 11.            | "Misguided Missile"                                    | 4:19    |  |
| 12.            | "The View from Stow Hill"                              | 4:08    |  |
| 13.            | "Mayakovsky"                                           | 3:38    |  |
| Duração total: | Duração total:                                         | 47:05   |  |

## Ficha técnica
- James Dean Bradfield - vocais, guitarras
- Sean Moore - bateria, percussão
- Nicky Wire - baixo, vocais